# Ronce-les-Bains
Ronce-les-Bains (prononcé [ʁɔ̃s.lɛ.bɛ̃]) est un quartier résidentiel de la ville de La Tremblade, dans le département de la Charente-Maritime et la région Nouvelle-Aquitaine (sud-ouest de la France).
Cette petite station balnéaire se situe à l'extrême-nord du Royannais, dans la partie occidentale de la presqu'île d'Arvert, au bord de l'océan Atlantique (mer des Pertuis) et de l'estuaire de la Seudre, face à l'île d'Oléron et à la ville de Marennes, à laquelle elle est reliée par le pont de la Seudre.
Située dans le prolongement de la forêt domaniale de la Coubre, vaste pinède de près de 8000 hectares, elle compte plusieurs plages, un casino ainsi qu'une base nautique. On y organise également des compétitions de surf casting. Plus à l'ouest, le site de la pointe Espagnole, balayé par de puissants rouleaux, est un spot de surf fréquenté.
Ronce-les-Bains s'inscrit depuis 2015 dans le périmètre du parc naturel marin de l'estuaire de la Gironde et de la mer des Pertuis, le plus vaste de France métropolitaine.

## Géographie

### Présentation
« Parfumée par l'odeur de la résine, la forêt est au printemps toute embaumée par le parfum des genêts et des ajoncs dont le jaune éclatant forme avec le vert des arbres une symphonie de couleur. Quelle charmante randonnée, pour qui goûte les longues promenades solitaires, que de gagner Ronce-les-Bains par la forêt de la Coubre ! »

— Louis Desgraves, La Saintonge, 1977 —
Dépendance de la ville de La Tremblade, le quartier balnéaire de Ronce-les-Bains se situe en Charente-Maritime, dans la partie nord-ouest de la presqu'île d'Arvert. Sur un plan plus général, il est localisé dans la partie sud-ouest de la France, au centre de la côte atlantique dont il est riverain, faisant partie du « Midi atlantique ». Ronce-les-Bains se trouve à environ 2,5 kilomètres du centre-ville de La Tremblade, 5 kilomètres d'Arvert et de Marennes, 7 kilomètres d'Étaules, 8 kilomètres des Mathes, 9 kilomètres de Chaillevette, 17 kilomètres de La Palmyre (par la D25), 20 kilomètres de Royan et de Rochefort, 70 kilomètres de La Rochelle, préfecture départementale, et 115 kilomètres de Bordeaux, la grande métropole régionale.
Localisées au nord du centre-bourg, les pointes aux Herbes et de Mus-de-Loup servent de transition entre l'estuaire de la Seudre — qui sépare le pays d'Arvert des vastes étendues palustres de Marennes, toutes entières dévolues aux huîtres, et forme ici un véritable bras de mer traversé par un grand viaduc, le pont de la Seudre — et le pertuis de Maumusson, petite mer intérieure délimitée par la côte sauvage et l'île d'Oléron. Des bancs de sable (banc Auger, banc Perquis, banc de Ronce) protègent les quatre principales plages (plage de Mus-de-Loup, de La Cèpe, du Galon d'Or et de L'Embellie) des courants parfois violents qui sévissent plus au large. En revanche, plus à l'ouest, les plages de la pointe Espagnole et de la côte sauvage, parcourues de puissants rouleaux et de baïnes, requièrent plus de vigilance et sont avant tout propices aux sports nautiques, notamment le surf.
Le quartier de Ronce-les-Bains se caractérise par son bâti sous couvert végétal, ses nombreuses villas étant disséminées au milieu d'une pinède, prolongement du vaste massif forestier de la Coubre (« pendant » charentais de la forêt des Landes qui s'étend de l'autre côté de la Gironde, il s'agit d'une des plus grandes forêts du nord de la région Nouvelle-Aquitaine avec 8000 hectares).
Près de la plage du Galon d'Or, le marais du Galon d'or forme une véritable petite lagune entourée par les pins. Cet écosystème rare est une zone protégée dans le cadre du réseau Natura 2000.

### Voies de communication et transports

#### Voies routières
La situation de Ronce-les-Bains au sein d’une conurbation attractive centrée sur La Tremblade et sa fréquentation importante en période estivale explique la présence d’infrastructures routières adaptées à un fort trafic. La rocade ouest de La Tremblade, ouverte en 1992, facilite l’accès direct au quartier, en évitant de passer par le centre-ville de La Tremblade. Cette rocade permet également de rejoindre facilement la ville voisine de Marennes et l’île d’Oléron en empruntant le pont de la Seudre, ou la ville de Royan, distante d’une vingtaine de kilomètres.
Un rond-point, localisé au niveau des avenues de la Côte de Beauté et Charles-de-Gaulle et agrémenté d’une sculpture représentant des « petits bateaux » (œuvre de l’artiste Jean-Luc Plé) permet de distribuer la circulation et de limiter au maximum les embouteillages. Depuis le centre de Ronce-les-Bains, la D25 traverse la forêt domaniale de la Coubre et longe les plages de la côte sauvage jusqu’à la pointe de la Coubre et à La Palmyre, avant de poursuivre jusqu’à Saint-Augustin, où elle se confond avec la rocade de Royan.

#### Pistes cyclables
La station est traversée par la véloroute EuroVelo 1 (également connue dans sa partie française sous le nom de « Vélodyssée ») qui relie la Norvège au Portugal. Cette véloroute passe notamment par Marennes et emprunte le pont de la Seudre avant de rejoindre Ronce-les-Bains au niveau du rond-point des Petits Bateaux (rocade de La Tremblade). Sa partie allant de Ronce-les-Bains à Saint-Palais-sur-Mer est aménagée en voie verte, en site propre, sur près de trente kilomètres : la voie verte de Ronce-les-Bains à Saint-Palais-sur-Mer passe dans le centre du quartier avant de filer dans la forêt domaniale de la Coubre en direction de La Palmyre.
Une piste cyclable a par ailleurs été aménagée entre Ronce-les-Bains et le centre-ville de La Tremblade.

#### Transports en commun
Ronce-les-Bains est desservie toute l’année par le réseau de transports urbains de la communauté d'agglomération Royan Atlantique. Baptisé Cara'Bus, ce service géré par la société Veolia Transport totalise quelque dix lignes de bus régulières reliant près de 130 stations réparties dans seize communes de la grande périphérie royannaise.
Le quartier est plus particulièrement desservi par la ligne 22 (Ronce-les-Bains à Royan via Arvert, Étaules, Breuillet et Vaux-sur-Mer).

## Climat
Le climat dont bénéficie la Charente-Maritime est un climat océanique tempéré de type aquitain, marqué par un ensoleillement moyen assez important : avec 2 250 heures par an, il est comparable à celui que connaît une partie de la côte méditerranéenne. La pluviosité y est modérée, les précipitations ne dépassant pas 1 200 mm par an. Les températures, quant à elles, varient en moyenne de +5 °C en hiver à +20 °C en été.
Les îles et l'ensemble du littoral de la Charente-Maritime se caractérisent par un climat particulièrement doux en hiver, et rafraîchissant l'été, grâce aux influences océaniques perpétuellement en mouvement (brise marine). Ces conditions climatiques favorables, toujours soumises aux influences de l'océan Atlantique, ont favorisé un véritable microclimat de type sub-aquitain et l'existence d'une végétation déjà méridionale. Ainsi la flore se caractérise-t-elle par la présence étonnante de lauriers-roses, eucalyptus, agaves, et même les mimosas se mettent à fleurir dès le mois de janvier.

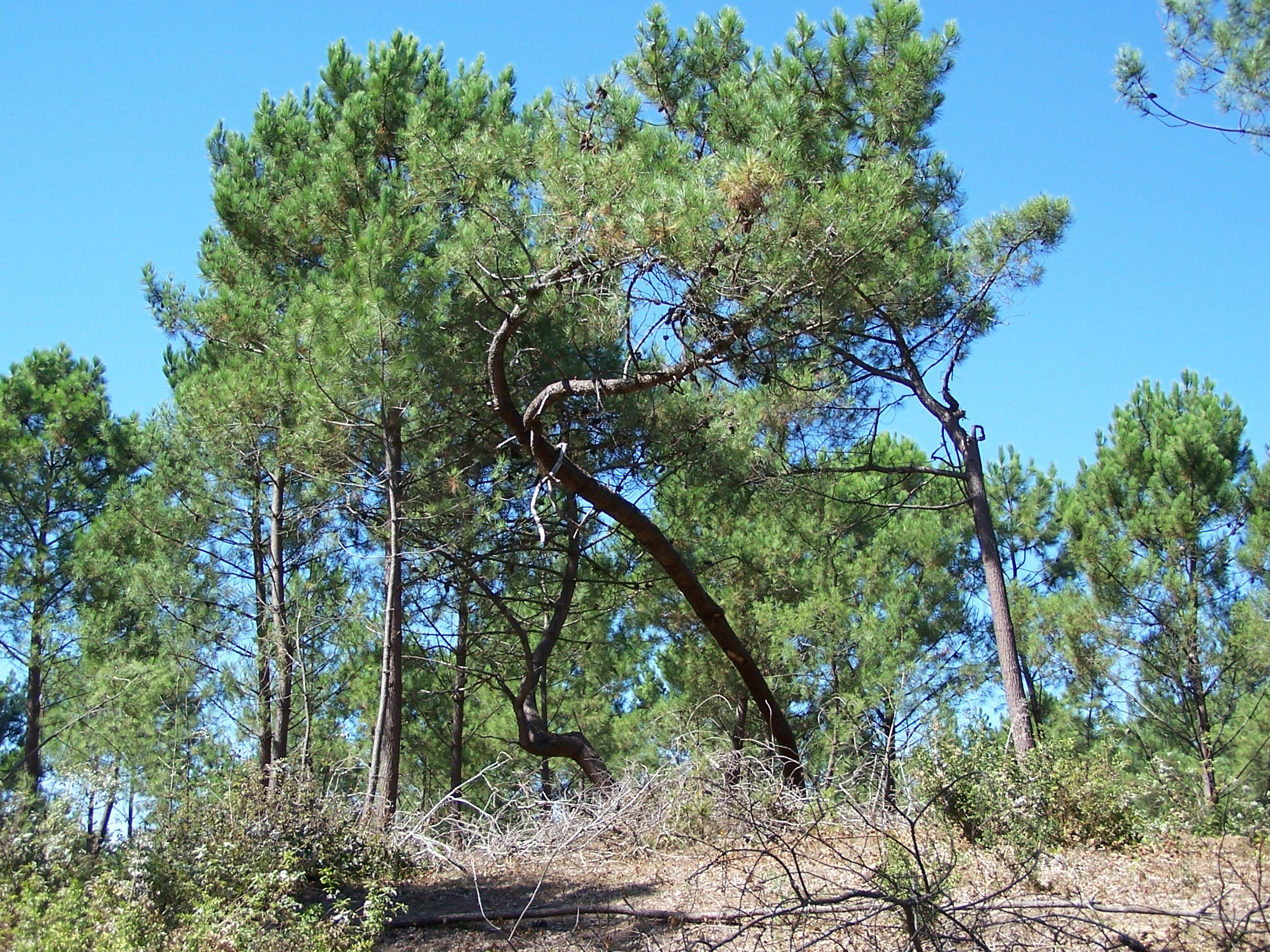
Le pin maritime, essence dominante de la forêt de la Coubre, vaste pinède évocant la forêt des Landes voisine.

Aux essences déjà méridionales du chêne vert (ou yeuse) et du cyste, s'ajoutent une forte présence de palmiers, figuiers, orangers et même oliviers. Pour autant, l'arbre-roi est ici le pin (maritime, parasol) qui s'épanouit dans la forêt de la Coubre.
Il existe un contraste entre le littoral, assez sec et ensoleillé et l'intérieur des terres, davantage pluvieux. La pluviométrie passe ainsi de 750 mm sur le littoral à 950 mm en Haute-Saintonge.
Les relevés de la station météorologique de La Rochelle entre 1946 et 2000 permettent de déterminer quelques dates majeures au point de vue climatique en Charente-Maritime : ainsi, au cours de ce laps de temps, la température la plus froide est relevée le 15 février 1956 : −13,6 °C. 
Un pic de température (dépassé seulement au cours de la canicule de 2003) est atteint le 8 juillet 1982 avec près de 39 °C à l'ombre. 
Si 1953 est considérée comme l'année la plus sèche, 2000 est au contraire la plus pluvieuse.
La Charente-Maritime est le département français qui a été le plus durement touché par la tempête Martin du 27 décembre 1999. Les records nationaux de vents enregistrés ont été atteints avec 198 km/h sur l'île d'Oléron et 194 km/h à Royan.
Dans la nuit du 23 au 24 janvier 2009, la région est frappée par la tempête Klaus. Malgré des rafales de vent dépassant les 120 km/h, les dégâts relevés dans la commune demeurent relativement minimes au regard de la situation dans le Médoc tout proche.
Les côtes charentaises et vendéennes sont de nouveau durement éprouvées par la tempête Xynthia qui traverse la région dans la nuit du 28 février au 1er mars 2010. Des bourrasques de près de 140 km/h touchent la ville voisine de Royan.

### Données générales
| Ville             | Ensoleillement · (h/an) | Pluie · (mm/an) | Neige · (j/an) | Orage · (j/an) | Brouillard · (j/an) |
| ----------------- | ----------------------- | --------------- | -------------- | -------------- | ------------------- |
| Médiane nationale | 1 852                   | 835             | 16             | 25             | 50                  |
| Ronce-les-Bains   | 2250                    | 755             | 4              | 13             | 26                  |
| Paris             | 1 717                   | 634             | 13             | 20             | 26                  |
| Nice              | 2 760                   | 791             | 1              | 28             | 2                   |
| Strasbourg        | 1 747                   | 636             | 26             | 28             | 69                  |
| Brest             | 1 555                   | 1 230           | 6              | 12             | 78                  |
| Bordeaux          | 2 070                   | 987             | 3              | 32             | 78                  |

| Mois                              | jan. | fév. | mars | avril | mai  | juin | jui. | août | sep. | oct. | nov. | déc. | année |
| --------------------------------- | ---- | ---- | ---- | ----- | ---- | ---- | ---- | ---- | ---- | ---- | ---- | ---- | ----- |
| Température minimale moyenne (°C) | 3,4  | 2,8  | 5,4  | 7,4   | 10,7 | 13,7 | 15,8 | 15,7 | 13,7 | 10,5 | 6,3  | 3,9  | 9,2   |
| Température moyenne (°C)          | 5,9  | 6,9  | 8,7  | 11,1  | 14,3 | 17,5 | 19,8 | 19,6 | 17,8 | 14,2 | 9,4  | 6,6  | 12,7  |
| Température maximale moyenne (°C) | 8,5  | 9,9  | 12,1 | 14,7  | 17,9 | 21,3 | 23,8 | 23,5 | 21,8 | 18   | 12,6 | 9,2  | 16,1  |
| Ensoleillement (h)                | 84   | 111  | 174  | 212   | 239  | 272  | 305  | 277  | 218  | 167  | 107  | 85   | 2 250 |
| Précipitations (mm)               | 82,5 | 66,1 | 57   | 52,7  | 61,1 | 42,9 | 35,1 | 46,4 | 56,5 | 81,6 | 91,8 | 81,8 | 755,3 |

## Histoire
L'engouement pour les bains de mer est à l'origine de la création du quartier balnéaire de Ronce. Les dunes et la forêt commencent à être loties après l'achat en 1856 d'une propriété au lieu-dit « La Ronze » - qui aurait donné son  nom à la future station balnéaire - par Joseph-Édouard Perraudeau de Beaufief (1821-1908), riche bourgeois de Saint-Jean-d'Angély, arrière-petit-fils du constructeur en 1768 du château de Beaufief à Mazeray, nom qu'il avait ajouté au sien après avoir acquis en 1763 cette ancienne seigneurie (une fuie circulaire du XVIIe siècle y subsiste).
Perraudeau impulse le mouvement en faisant bâtir la villa « Les Cigognes » et en créant en 1860 une société des bains de mer avec le docteur André Théodore Brochard, un médecin parisien auteur du fascicule intitulé Des bains de mer à La Tremblade, qui met en avant la salubrité du climat et les propriétés de l'eau de mer pour un certain nombre de pathologies articulaires ou respiratoires ; ce texte donne une première notoriété à la nouvelle station, qui connaît dès lors un développement constant, cependant sans commune mesure avec celui des stations balnéaires de la côte de Beauté.

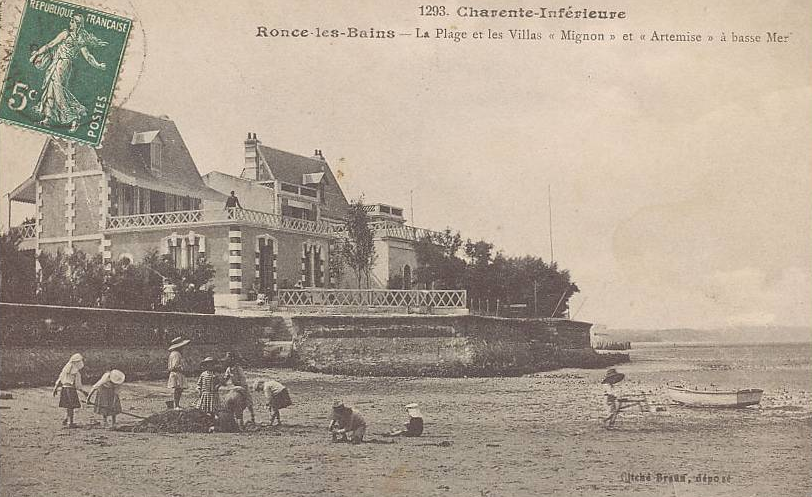
Carte postale ancienne de Ronce-les-Bains.

Un véritable plan d'urbanisme est mis en œuvre, les rues percées sont presque toutes à angle droit et portent des noms évocateurs, en liaison avec la mer (rues des Albatros, des Cormorans, des Goélands, des Mouettes) ou avec la nature (rues des Tamaris, des Bégonias, des Lilas, des Camélias), l'ensemble s'articulant autour d'une place donnant sur l'océan (actuelle place Brochard). Le premier lotissement reste néanmoins très modeste, se limitant à 22 parcelles.
L'arrivée du chemin de fer (Saujon-La Tremblade) en 1876 permet à la station de connaître une nouvelle vague de développement. Un établissement de jeu (casino du grand chalet) est édifié. Des activités sont proposées sur les plages. Peu à peu, les bains de mer dépassent le cadre de la médecine pour devenir un divertissement, prisé de la bourgeoisie d'abord, des gens plus modestes ensuite.
Boutiques, hôtels et restaurants investissent l'espace au fil du temps. De nombreux hôtels ont disparu aujourd'hui et ont été transformés en appartements, mais certains restent et continuent de participer à la vie touristique de Ronce les bains, tel l'hôtel-restaurant La Côte d'Argent avenue Gabrielle, construit dans les années 1950 par l'architecte  M. Carollaud, déjà intervenu sur le restaurant La Pergola (aujourd'hui disparu).
Une chapelle est construite, ainsi qu'un temple (aujourd'hui détruit) et que des halles. Certains aménagements touristiques prévus n'ont jamais été réalisés : ainsi du port en eau profonde, envisagé en 1927 à la pointe aux herbes, puis en 1972 au mus de loup, ou du golf 18 trous, qui aurait dû voir le jour en 1989. Une rocade de contournement est construite en 1992, permettant un accès plus facile au quartier, sans passer par le centre-ville.
Le 1er juillet 2007, Le casino ouvre ses portes. Il se trouve à côté des halles, dans l'ancienne école.

## Économie
Ronce-les-Bains est au cœur d'un bassin d'emploi particulièrement attractif, la zone d'emploi de Royan (issue de la partition de l'ancienne zone d'emploi Saintonge maritime, qui regroupait de nombreuses communes du Pays Rochefortais, du Pays Marennes-Oléron et du Pays Royannais), forte de 27 753 emplois en 2008. La zone d'emploi de Royan est, avec celle de La Rochelle, la plus dynamique de l'ex-région Poitou-Charentes, toutes deux profitant « d'un tissu économique et d'une démographie dynamiques » (Insee). La croissance y est particulièrement soutenue, du fait du développement des activités tertiaires.
L’activité économique du quartier est centrée sur le tourisme balnéaire, et de nombreux commerces et restaurants ne sont ouverts que pendant la moyenne et la haute saison (du mois de mars au mois d’octobre). Nombre d’entre eux se concentrent le long de l’avenue Gabrielle, principal axe de Ronce-les-Bains, rendu piéton pendant les mois de juillet et août, et dans une moindre mesure, le long des avenues de Baupréau et de la Chaumière. Ces trois artères concentrent ainsi des restaurants, bars, glaciers, fast-foods, boutiques de souvenirs ou d’artisans, ainsi que quelques commerces ouverts toute l’année : tabac-presse, boulangerie, pharmacie et supérette appartenant au groupe Coop Atlantique (produits U). Une offre commerciale plus importante est présente en centre-ville de La Tremblade (boutiques, supermarchés U Express et Intermarché, hypermarché Super U), à Marennes (supermarchés Intermarché, Lidl et hypermarché E.Leclerc) ou encore à Royan, où se concentrent les principaux centres commerciaux et de nombreuses enseignes de magasins.
Les infrastructures de loisirs sont complétées par un casino, également ouvert toute l’année, comprenant dans ses locaux un bar lounge et un restaurant. Propriété du groupe Partouche, c’est l’un des deux de l’agglomération de Royan avec celui de Pontaillac. De mai à septembre, la place Brochard, dans le prolongement de l’estacade et de la plage, accueille une fête foraine (manèges, confiseurs, grande roue haute de 55 mètres). Enfin, Ronce-les-Bains compte sur la présence de nombreux campings, de plusieurs hôtels, clubs de vacances ou pensions de famille. Le quartier dispose en outre d’un office du tourisme, ouvert pendant la haute saison, succursale de l’office du tourisme de La Tremblade.

## Population et société

### Enseignement
Ronce-les-Bains dépend de l’académie de Poitiers, en zone A. Les enfants du quartier scolarisés dans le primaire sont désormais orientés vers les établissements du centre-ville de La Tremblade (groupe scolaire public de La Sablière et école privée Notre-Dame-et-Saint-Joseph) depuis la fermeture de l'école publique de Ronce en 1992.

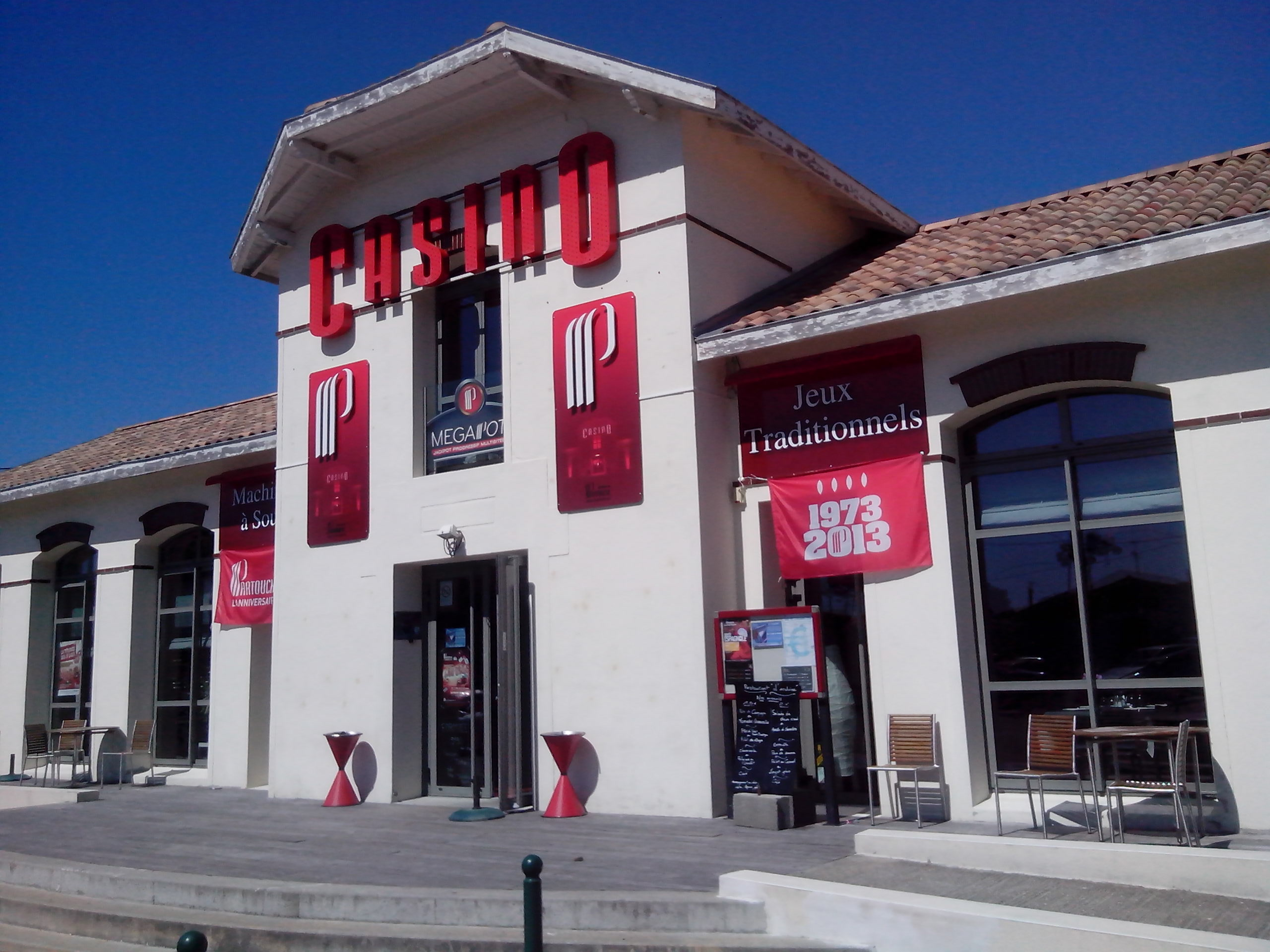
L'ancienne école est devenue un casino du groupe Partouche.

Cet établissement, dessiné par l'architecte (et futur maire de Royan) Georges Vaucheret dans les années 1930 comptait deux classes établies de part et d'autre d'un corps de logis abritant le logement de l'instituteur, selon une disposition courante dans les écoles construites sous la Troisième République. Plusieurs fois menacée de fermeture en raison de ses faibles effectifs, cette petite école de quartier réussit à se maintenir grâce au développement démographique et économique du quartier, à la présence de familles immigrées originaires notamment du Portugal et des pays du Maghreb, mais aussi aux enfants du personnel chargé de construire le pont de la Seudre dans les années 1970 et ceux du personnel de l'ONF à la suite de la fermeture de l'école du Pavillon (site de La Bouverie). Cependant, au début des années 1990, décision est prise de rationaliser la politique éducative de la ville et de ne garder qu'un seul groupe scolaire public pour toute la commune, en conséquence de quoi l'école de Ronce ferme définitivement ses portes. Elle existe toujours et a été reconvertie en casino en 2007.
Les élèves scolarisés dans l'enseignement secondaire sont dirigés vers le collège Fernand Garandeau, qui réunit près de 500 élèves de tout l’ouest royannais et est situé à mi-chemin des centres de Ronce-les-Bains et La Tremblade. Les lycées les plus proches sont à Royan (enseignement général et professionnel) et à Bourcefranc-le-Chapus, dans la périphérie de Marennes. Le transport scolaire est confié au réseau de transports urbains royannais Cara'Bus.

### Marché
Le quartier dispose de halles implantées en centre-bourg. Un marché alimentaire s'y tient tous les jours du 1er mai au 30 septembre, et trois fois par semaine (mardi, jeudi et samedi) le reste de l'année.

### Santé et sécurité
Ronce-les-Bains dispose d'un cabinet de médecine généraliste et d'une pharmacie. Plusieurs cabinets médicaux (médecine généraliste, dentistes, infirmières, etc.) sont situés en centre-ville de La Tremblade, ainsi qu'à Marennes. La ville voisine de Royan offre une palette de soins plus étendue, avec la présence de nombreux médecins spécialistes, d'un centre hospitalier public disposant d'un service d'urgences 24 heures sur 24 et de deux cliniques privées.
La sécurité des biens et des personnes est assurée par la police municipale et par la gendarmerie de La Tremblade. La ville dispose également d'un centre de secours des Sapeurs-Pompiers.

### Sport
Ronce-les-Bains dispose d'une base nautique, d'un tennis-club et d'un golf miniature. Le grand fronton de pelote basque, l'un des deux seuls subsistants dans l'agglomération de Royan avec celui du Parc, n'est plus utilisé. Le site de la pointe Espagnole, à l'ouest du centre-bourg, ainsi que la côte sauvage, sont des spots de surf réputés.
La majeure partie des associations sportives communales sont implantées à La Tremblade. Le stade de la commune est situé à mi-chemin de Ronce-les-Bains et de La Tremblade.

### Médias

#### Télévision
L'émetteur de Niort-Maisonnay permet la réception des 27 chaînes gratuites de la télévision numérique terrestre (TNT HD), dont le signal de l'antenne locale de France 3 Nouvelle-Aquitaine, France 3 Poitou-Charentes. Le 31 mai 2009, l'émetteur de forte puissance a été parmi les premiers à diffuser un nouveau multiplexe, permettant la réception des premières émissions de télévision haute définition (HD)

#### Radio
La plupart des radios nationales présentes dans le département peuvent être écoutées à Ronce-les-Bains. Les informations départementales sont relayées par la station de radio publique France Bleu La Rochelle.
Les stations de radio locales pouvant être écoutées dans la commune sont principalement Vogue Radio (radio locale des agglomérations de La Tremblade et de Marennes), Demoiselle FM (généraliste, émettant depuis Rochefort, et disposant de studios au Château-d'Oléron et à Saint-Georges-de-Didonne), Terre Marine FM (généraliste, émettant depuis Fouras), Mixx radio (techno, dance et musiques électroniques, émettant depuis Cognac et reprise par le réémetteur de Saintes), et RCF Accords Charente-Maritime (religieuse, émettant depuis La Rochelle). Wit FM (généraliste, émettant depuis Bordeaux) peut parfois être captée, mais de façon plus aléatoire, en fonction des conditions climatiques.

#### Presse
La presse locale est représentée par le quotidien Sud Ouest, dont le siège est à Bordeaux, et qui dispose d'une rédaction locale à Royan, et par l'hebdomadaire Le Littoral de la Charente-Maritime, dont le siège est à Marennes et dont le tirage s'élève à 8 500 exemplaires par semaine.

#### Internet haut débit
Un répartiteur téléphonique est implanté à La Tremblade, et couvre intégralement Ronce-les-Bains. En 2013, il est dégroupé par plusieurs opérateurs alternatifs (SFR, Free et Bouygues Telecom), en plus de l'opérateur historique, Orange. ADSL, ADSL 2+, Re-ADSL 2 et la télévision par ADSL sont disponibles dans la commune. Ronce-les-Bains dispose également de deux points Wi-Fi.

#### Cultes
Ronce-les-Bains appartient au diocèse catholique de La Rochelle et Saintes, lui-même subdivision de la province ecclésiastique de Poitiers depuis 2002 (de la province ecclésiastique de Bordeaux avant cette date) et au doyenné de Royan. La paroisse est comprise dans le secteur pastoral de la presqu'île d'Arvert, centré sur La Tremblade. Les offices catholiques sont célébrés uniquement en période estivale (juillet-août) en la chapelle Saint-Joseph, chaque dimanche à 9 heures 30. Le reste de l'année, la messe est célébrée en l'église du Sacré-Cœur de La Tremblade.
Ronce-les-Bains a abrité un temple protestant jusqu'en 2007, année où il a été démoli. Le culte est désormais célébré ponctuellement au temple protestant de La Tremblade le dimanche à 10 heures 30, en alternance avec d'autres temples du secteur paroissial (Arvert, Chaillevette, Marennes, Étaules, Mornac).

## Culture locale et patrimoine

### Monuments et lieux touristiques

#### Chapelle Saint-Joseph
La création du quartier balnéaire de Ronce-les-Bains au XIXe siècle impose de mettre en place des infrastructures adaptées dans tous les domaines, et notamment spirituel. La petite station balnéaire est en effet encore largement enclavée, et séparée du centre-ville de La Tremblade par une large ceinture forestière et des chemins peu engageants serpentant à travers les dunes.
 

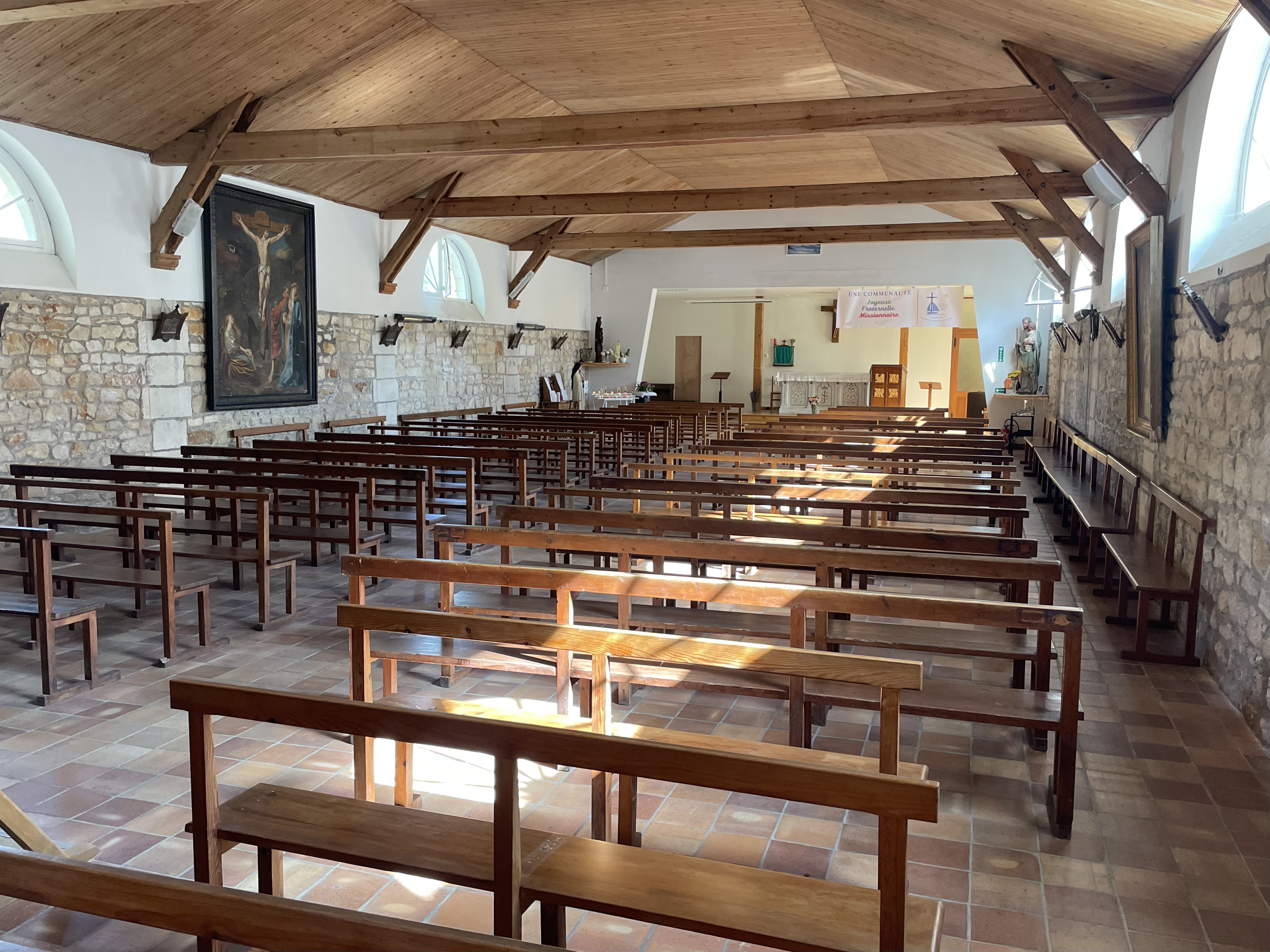
Intérieur de la chapelle de Ronce-les-Bains.

En 1895, l’abbé Fanton et l’abbé Jeandeau acquièrent un terrain afin d’édifier un premier oratoire. Bien vite, il se révèle trop petit et doit être agrandi en 1908. En 1913, il est cédé au père Marchais, archiprêtre de Marennes, qui en fait don à son tour au diocèse de La Rochelle et Saintes en 1927. En 1954, alors que la station de Ronce-les-Bains connaît un important développement, la petite chapelle est de nouveau agrandie ; cependant dans les années 1960, en période estivale, il n’est pas rare que les fidèles ne puissent entrer, faute de place. Pour éviter ces inconvénients, pas moins de sept messes sont célébrées en juillet et en août tous les dimanches : malgré cela, il devient urgent de procéder à de nouveaux travaux. 

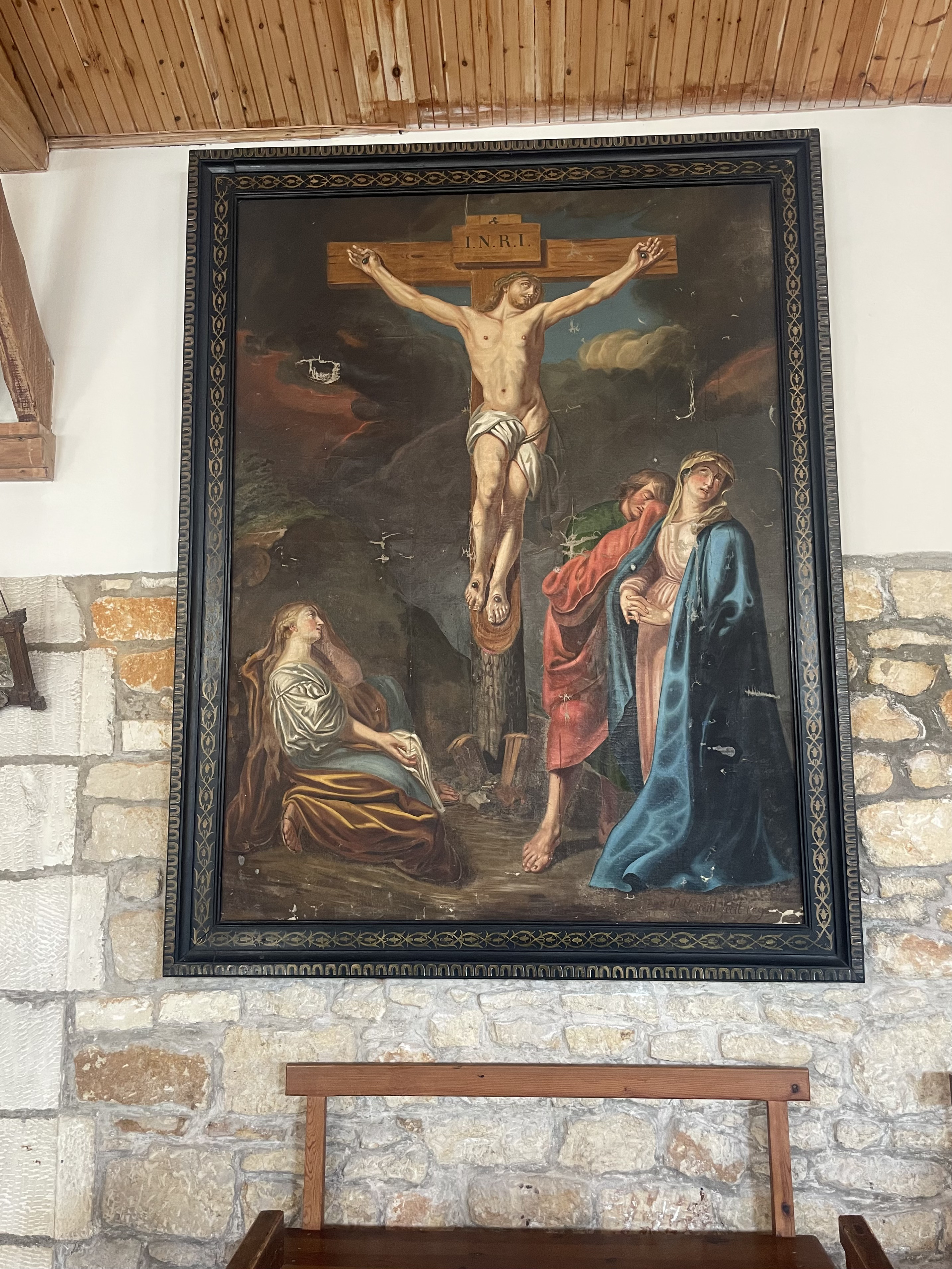
Tableau d'une crucifixion dans la chapelle.

 L’association Saint-Joseph, chargée de la gestion de la chapelle, décide ainsi de se porter acquéreur d’une maison mitoyenne, la villa Jacky (aujourd’hui, villa Saint-Joseph), dont le rez-de-chaussée est « annexé » afin d’agrandir le chœur et d’aménager une nouvelle sacristie. En 1974, des travaux d’embellissement sont menés.
Architecturalement parlant, la chapelle Saint-Joseph garde des proportions très modestes, et est souvent ignorée des visiteurs pour cette raison, d’autant qu’elle est située dans une petite impasse et que sa façade garde un aspect austère. Seul son modeste campanile permet de la distinguer des habitations : il abrite une cloche fondue en 1806, issue de la fonderie de marine de l'Arsenal de Rochefort et sonnant le « la » bémol. À l’intérieur, la chapelle se compose d’une nef éclairée par une série d’ouvertures en demi-lunes, couverte d’une voûte lambrissée en pin maritime et pavée de dalles en terre cuite de Cadeuil. Un arc trapézoïdal sépare la nef du chœur, où se trouve un maître-autel en marbre du XIXe siècle, don de la famille Belle en 1896. Le chemin de croix a été offert à la chapelle par la famille Dières-Monplaisir.

#### Pont de la Seudre

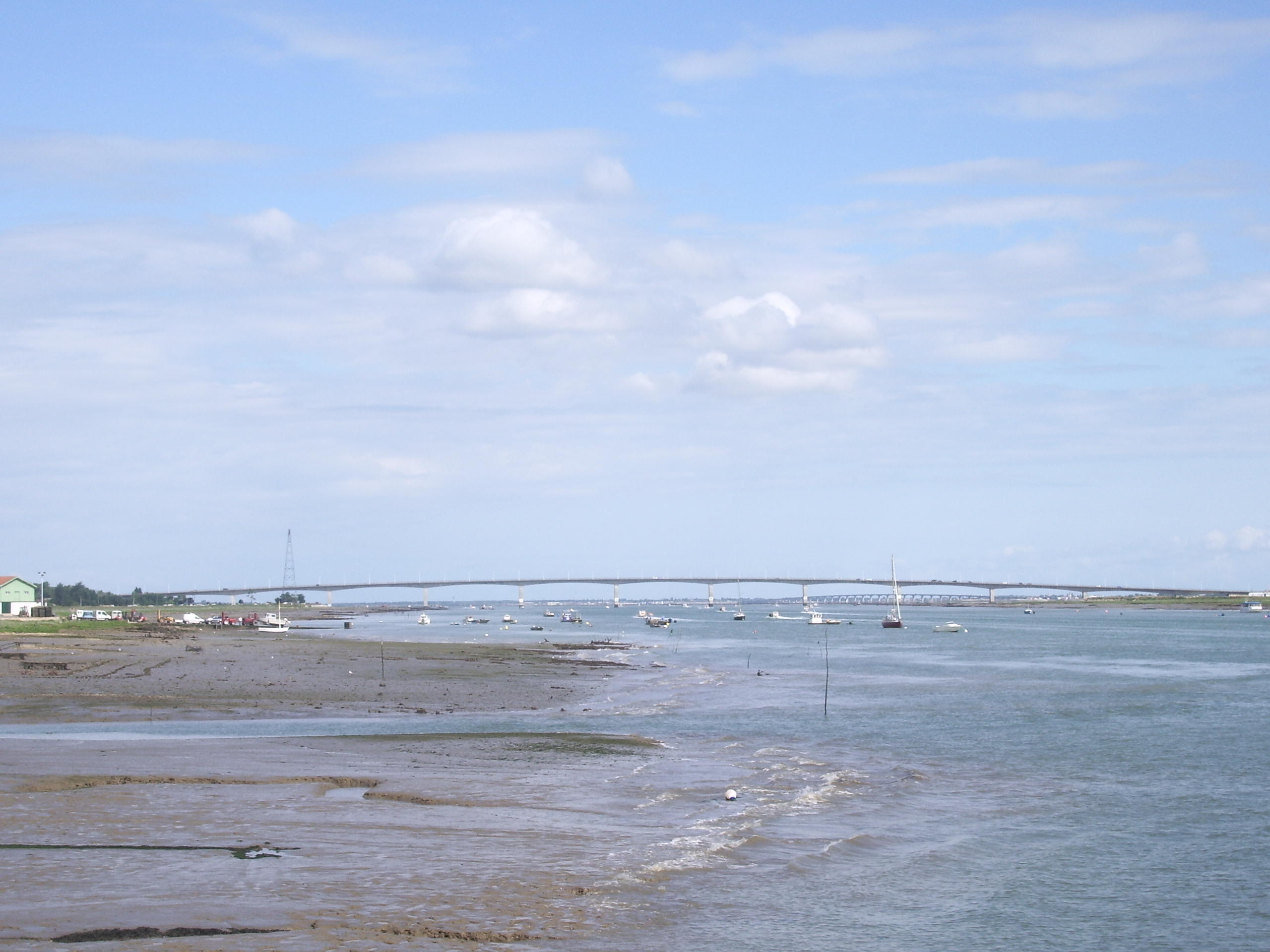
Pont sur la Seudre vu de La Tremblade

Le pont de la Seudre est un ouvrage d'art édifié en 1972 afin de faciliter la circulation des personnes et des marchandises entre les deux rives de la Seudre, qui forme à cet endroit un vaste estuaire. Longtemps le fleuve constitue une barrière difficilement franchissable (sinon par bateau). L'établissement d'une sous-préfecture à Marennes entraîne un accroissement des besoins et un service de bacs est établi.
Malgré une modernisation constante des embarcations (bac à chaîne, bac à vapeur puis bac automoteur), le service montre ses limites et décision est prise de construire cet ensemble, qui fait écho au pont de l'île d'Oléron situé à une dizaine de kilomètres au nord-ouest.
Des projecteurs ont été mis en place sur les deux ouvrages, qui sont illuminés (en vert et bleu) chaque nuit.

#### Équipements culturels
Ronce-les-Bains dispose d'un cinéma, baptisé « Le Cristal ».
Au printemps 2018, une « boîte à livres » a été installée au niveau de la place Brochard, derrière l'office du tourisme. Ce concept d'origine américaine porté localement par le Lions Club permet à chacun de prendre et de déposer gratuitement des livres. L'initiative s'est étendue à plusieurs communes de l'agglomération Royan Atlantique (Royan, Saint-Georges-de-Didonne, Vaux-sur-Mer, Saint-Palais-sur-Mer notamment).

### Ronce-les-Bains dans les arts et la culture

#### Cinéma
Sauf indication contraire ou complémentaire, les informations mentionnées dans cette section proviennent du générique de fin de l'œuvre audiovisuelle présentée ici.En 1994, Le Sourire de Claude Miller y est en partie tourné en 1993. La station balnéaire est nommément citée à plusieurs reprises dans les dialogues du film. Une partie des scènes de la série Hôtel de la plage, de Christian Merret-Palmair avec Bruno Solo, Yvon Back et Jonathan Zaccai, est tournée au mois d'août 2013 puis 2014 à Ronce-les-Bains et dans plusieurs communes de la presqu'île d'Arvert.

### Langue saintongeaise

Aire linguistique du Saintongeais

Le bourg de Ronce-les-Bains est située dans l'aire linguistique du saintongeais, un dialecte faisant partie de la famille des langues d’oïl, branche des langues romanes, qui comprend également le français, l’angevin le picard et le poitevin avec lequel il est souvent regroupé dans un domaine plus vaste, le poitevin-saintongeais.
Le saintongeais  (saintonjhais) est la langue vernaculaire parlée dans les anciennes provinces d'Aunis, Saintonge et Angoumois. On l’appelle aussi le charentais ou encore le patois charentais. Les locuteurs sont dits « patoisants ».
Le saintongeais a fortement influencé l’acadien et en conséquence, par ricochet, le cadien ; quant au québécois, il a été influencé par les parlers tels que le normand, le francien et le saintongeais.
La langue saintongeaise présente de nombreux traits communs avec des langues telles que le cadien ou l'acadien, ce qui s'explique par les origines saintongeaises d'une partie des émigrants vers la Nouvelle-France au XVIIe siècle.

#### Gastronomie
La gastronomie saintongeaise est principalement axée sur trois types de produits : les produits de la terre, les produits de la mer et les produits de la vigne.
Les préparations à base de viande de porc occupent une place prépondérante dans la cuisine régionale : ainsi des gratons ou des grillons, sortes de rillettes à base de viandes rissolées et confites dans leur graisse, du gigorit (ou gigourit), un civet mêlant sang, gorge, foie et oignons, ou de la sauce de pire, à base de fressure, d'oignons et de vin blanc de pays.

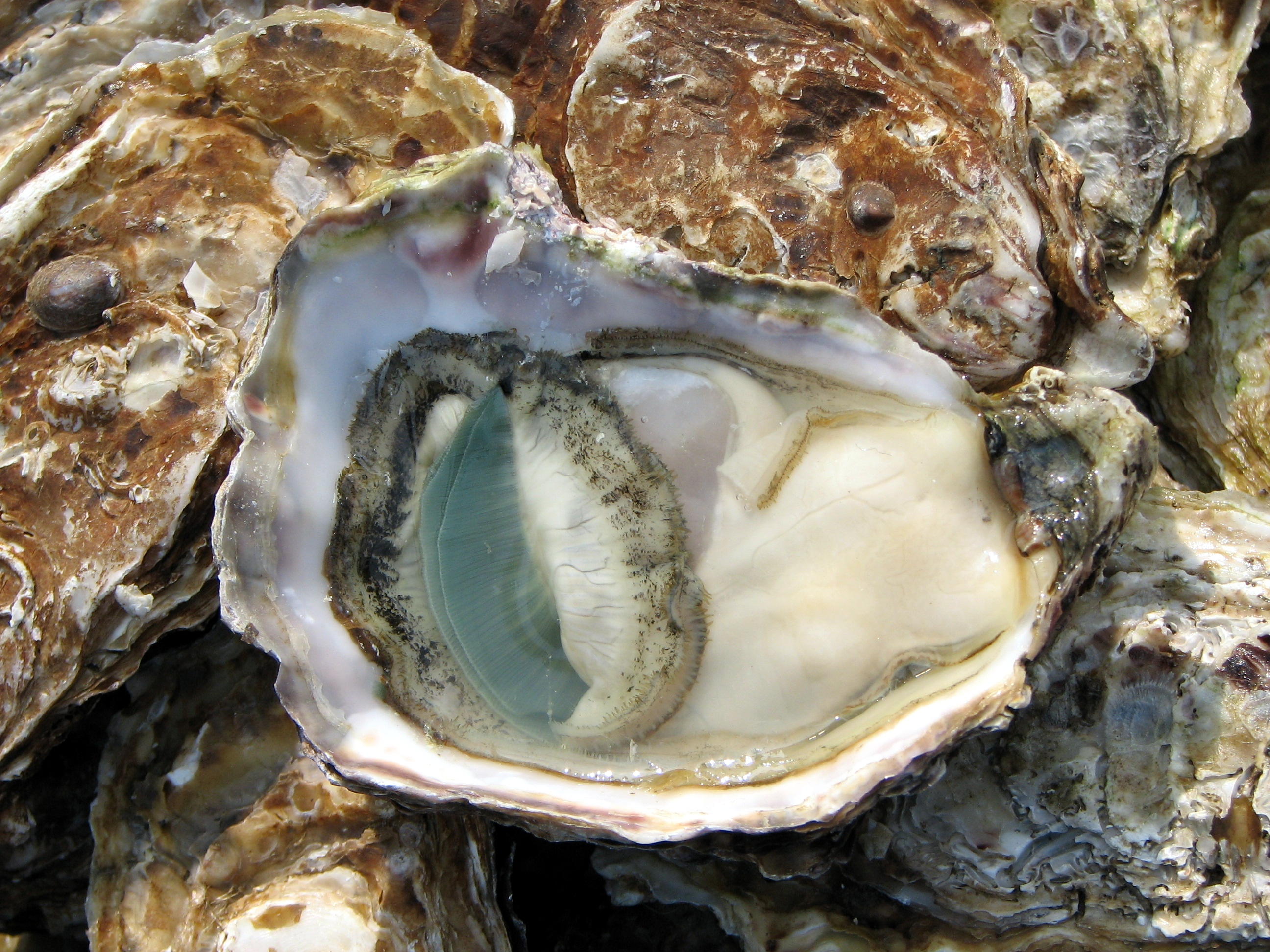
Les huîtres de Marennes-Oléron sont une spécialité réputée de la région. La Tremblade est une importante commune ostréicole.

La cuisine saintongeaise intègre tout naturellement de nombreuses recettes à base de « cagouilles », le nom local de l'escargot petit-gris. Animal tutélaire de la Saintonge, il est notamment cuisiné « à la charentaise », c'est-à-dire cuit dans un court-bouillon agrémenté de vin blanc, d'ail et de mie de pain.
Parmi les autres spécialités locales, il convient de noter également les pibales (alevins d'anguille pêchés dans la Gironde, spécialité de Mortagne et de Blaye), les sardines de Royan, les « thyeusses de gueurnouilles » (cuisses de grenouilles), la « sanglette », une galette préparée à base de sang de poulet et d'oignons cuits, le farci saintongeais (variante du farci poitevin), le lapin au pineau, le foie gras ou encore les confits. La grande spécialité de la presqu'île d'Arvert est cependant l'huître de Marennes-Oléron, de renommée internationale.
Les desserts traditionnels sont issus de la cuisine paysanne : millas (gâteau à la farine de maïs, qu'on retrouve dans une grande partie du Sud-Ouest de la France), galette charentaise, au beurre Charentes-Poitou, ou encore merveilles (beignets).
Les vignes de la région servent à la confection d'eaux-de-vie réputées, telles que le pineau des Charentes et plus encore, le cognac. La presqu'île d'Arvert est située dans la zone de production des « bois communs ».